# Шушкевич Станіслав Станіславович
Станісла́в Станісла́вович Шушке́вич (біл. Станіслаў Станіслававіч Шушкевіч, Stanisłaŭ Stanisłavavič Šuškievič; 15 грудня 1934, Мінськ, Білоруська РСР — 3 травня 2022, Мінськ, Білорусь) — радянський та білоруський політичний та державний діяч, який з 1991 до 1994, на посаді голови Верховної ради, був першим керівником незалежної Білорусі, діяч опозиції. Син білоруського письменника Станіслава Петровича Шушкевича.
Підписант Біловезької угоди з боку Білорусі, якою ліквідовано СРСР та утворено СНД. Очолював партію «Білоруська соціал-демократична громада» (біл. Беларуская сацыял-дэмакратычная грамада) (1998–2018).

## Біографія
Народився 15 грудня 1934 в Мінську. Батьки — вчителі. Батько Шушкевича — відомий письменник Станіслав Петрович Шушкевич, якого в 1930-і роки репресовано, звільнено 1956 року, помер 1994 року.

### Освіта і наукова діяльність
1951 року закінчив школу, 1956 — фізико-математичний факультет Білоруського державного університету (БДУ), у 1959 — аспірантуру Інституту фізики Академії наук Білоруської РСР.
Доктор фізико-математичних наук (1970), професор (1973), член-кореспондент Національної АН Білорусі (1991). Відомий спеціаліст у галузі радіоелектроніки. Тема докторської дисертації: «Інформаційні параметри сигналів».
З 1961 працював у БДУ, очолював кафедру ядерної фізики та електроніки, обіймав посаду проректора з наукової праці. Заслужений діяч науки й техніки БРСР (1982).

### Політична діяльність
1989–1991 — народний депутат СРСР, член Міжрегіональної депутатської групи.
1990–1995 — депутат Верховної Ради Білорусі.
1990–1991 — перший заступник Голови Верховної Ради Білорусі. У серпні 1991 року виступив проти ДКНС, підписав заяву з його засудженням. 9 вересня 1991 року Шушкевича обрано на голову Верховної Ради Білорусі.
1991–1994 — Голова Верховної Ради Білорусі.
7–8 грудня 1991 — учасник зустрічі в Біловезькій пущі з президентами Росії Борисом Єльциним і України Леонідом Кравчуком, де досягнуто домовленість про ліквідацію СРСР і утворення СНД. Як голова білоруського парламенту поставив підпис під Біловезькими домовленостями.
26 січня 1994 року Шушкевича знято з поста Голови Верховної Ради Білорусі за результатами роботи парламентської комісії, яку очолював Олександр Лукашенко.
У червні 1994 року брав участь у президентських виборах, отримав у першому турі близько 10 % і не вийшов у другий тур, в якому переміг Олександр Лукашенко.
Був активним діячем білоруської опозиції і головою партії «Білоруська соціал-демократична громада» (з 1998).
Під час російської збройної агресії проти України зайняв позицію останньої, гостро критикував режим Путіна.

### Курйози
4 березня 2014 року постійний представник Росії Віталій Чуркін, виступаючи в ході засідання Ради Безпеки ООН переплутав прізвища «Шухевич» і «Шушкевич». Після випадку посол так і не вибачився. Станіслав Шушкевич на таку помилку відповів таке:
Я думаю, що це демонструє так би мовити «освіченість» і злість. Не можу цього коментувати. Що стосується цих російських імперіалістів, то вони всі однакові
Згодом в інтерв'ю «Експресу» Шушкевич обурився:
Якщо Путін, поганий юрист, вчився у Собчака, то, цікаво, у кого вчився Чуркін? Бовкнути таке і не виправити себе чи перепросити. Зрештою, не знати, хто такі Бандера, Шухевич...
У кінці серпня 2020 року запропонував позбавити російську мову статусу державної у Білорусі. Під час Протестів в Білорусі 2020 заявив, що у Лукашенка немає іншого виходу, як допомагати Путіну ліквідовувати білоруську незалежність. «Наша країна втратить суверенітет через Лукашенка. Він сфальсифікував вибори, і це добре знає Путін. Але він знайшов підхід, щоб, користуючись цією нагодою, ввести свої війська в Білорусь, посилаючись на ОДКБ. У Білорусі є лише протест проти фальсифікації виборів, а Путін це трактує, що „можуть підпалювати, можуть бити“. Ні, таке у нас не трапляється, таке хотів би ініціювати Путін. Але доведеться і так вводити, тому що Лукашенко не вистачає армії», — сказав він.